# Ralph Gebstedt
Ralph Gebstedt (* 8. Oktober 1971 in Friedrichroda) ist ein ehemaliger deutscher Skispringer.

## Werdegang
Gebstedt gab sein Weltcup-Debüt beim Springen der Vierschanzentournee am 28. Dezember 1989 in Oberstdorf. Er beendete das Springen auf der Großschanze auf dem 49. Platz. Nur drei Tage später konnte Gebstedt am 1. Januar 1990 in Garmisch-Partenkirchen überraschend Platz 14 erreichen. Bei der Skiflug-Weltmeisterschaft 1990 in Vikersund erreichte er den 24. Platz. Es folgten Springen im Weltcup, bei denen Gebstedt meist nicht erfolgreich war und häufig nur im hinteren Feld landete. Erst am 12. Januar 1991 erreichte er mit Platz 11 beim Springen in Oberhof wieder einen Top-20-Platz. Beim Skifliegen in Tauplitz erreichte er am 23. Februar 1991 den 13. Platz, bevor er am darauf folgenden Tag den 2. Platz erringen konnte. Am 23. März 1991 erreichte er im ersten Springen in Planica den 12. Platz. Einen Tag später gewann er auf der gleichen Schanze im 2. Springen seinen ersten und zugleich einzigen Weltcup sowie seinen ersten und einzigen Skiflug-Wettbewerb mit 190 Metern. Er war somit der letzte Springer, der mit der Paralleltechnik ein Weltcupspringen gewann, alle folgenden Siege wurden nur noch im V-Stil erzielt. Am 30. März erreichte er in Štrbské Pleso, noch einmal einen 4. Platz im Springen auf der Normalschanze. Im Anschluss daran ließ die Form von Gebstedt nach und er erreichte bei den folgenden Weltcup-Springen nur Top-30-Platzierungen. Erst am 25. Januar 1992 konnte er erneut beim Skifliegen, diesmal in Oberstdorf mit einem 8. beziehungsweise einem 10. Platz auf sich aufmerksam machen. Für weitere zwei Saisons blieben aber ähnliche Erfolge im Weltcup aus. Jedoch konnte er in der Saison 1993/1994 den Skisprung-Continental-Cup mit 666 Punkten in der Gesamtwertung gewinnen. Nach einer wieder ansteigenden Leistungskurve in der Saison 1994/95 konnte er am 16. Dezember 1995 in Chamonix, Frankreich den 3. Platz im Springen von der Normalschanze erreichen. Dies war sein letzter Podiumsplatz in einem Einzelspringen. Am 2. März 1996 konnte er im Teamspringen in Lahti, Finnland auf der Großschanze den 2. Platz erringen. Da im Anschluss daran nur noch mittelmäßige Ergebnisse heraussprangen, beendete Gebstedt im März 1998 nach dem Continental-Cup-Springen in Courchevel seine aktive Karriere. Er arbeitet heute als Skisprungtrainer beim SC Steinbach-Hallenberg.

## Erfolge

### Weltcupsiege im Einzel
| Nr. | Datum         | Ort     | Typ         |
| --- | ------------- | ------- | ----------- |
| 1.  | 24. März 1991 | Planica | Flugschanze |

### Weltcup-Platzierungen
| Saison  | Platz | Punkte |
| ------- | ----- | ------ |
| 1989/90 | 56.   | 002    |
| 1990/91 | 14.   | 073    |
| 1991/92 | 32.   | 023    |
| 1993/94 | 90.   | 003    |
| 1994/95 | 34.   | 091    |
| 1995/96 | 19.   | 342    |
| 1996/97 | 44.   | 087    |
| 1997/98 | 93.   | 002    |

### Schanzenrekorde
| Ort     | Land      | Weite               | aufgestellt am | Rekord bis    |
| ------- | --------- | ------------------- | -------------- | ------------- |
| Planica | Slowenien | 194,0 m (HS: 225 m) | 24. März 1991  | 17. März 1994 |